# Miljøpartiet De Grønne
Miljøpartiet De Grønne (bokmål) eller Miljøpartiet Dei Grøne (nynorska) är ett norskt miljöparti som bildades 1988. Partiet fick sitt första mandat i Stortinget efter valet 2013. Efter valet 2021 har partiet tre mandat. Det är också representerat i flera kommuners styrelser. Partiet hade länge svårt att göra sig gällande på grund av de gröna inslag som finns i både Senterpartiet, Venstre och Sosialistisk venstreparti.[källa behövs]

## Ledarskap

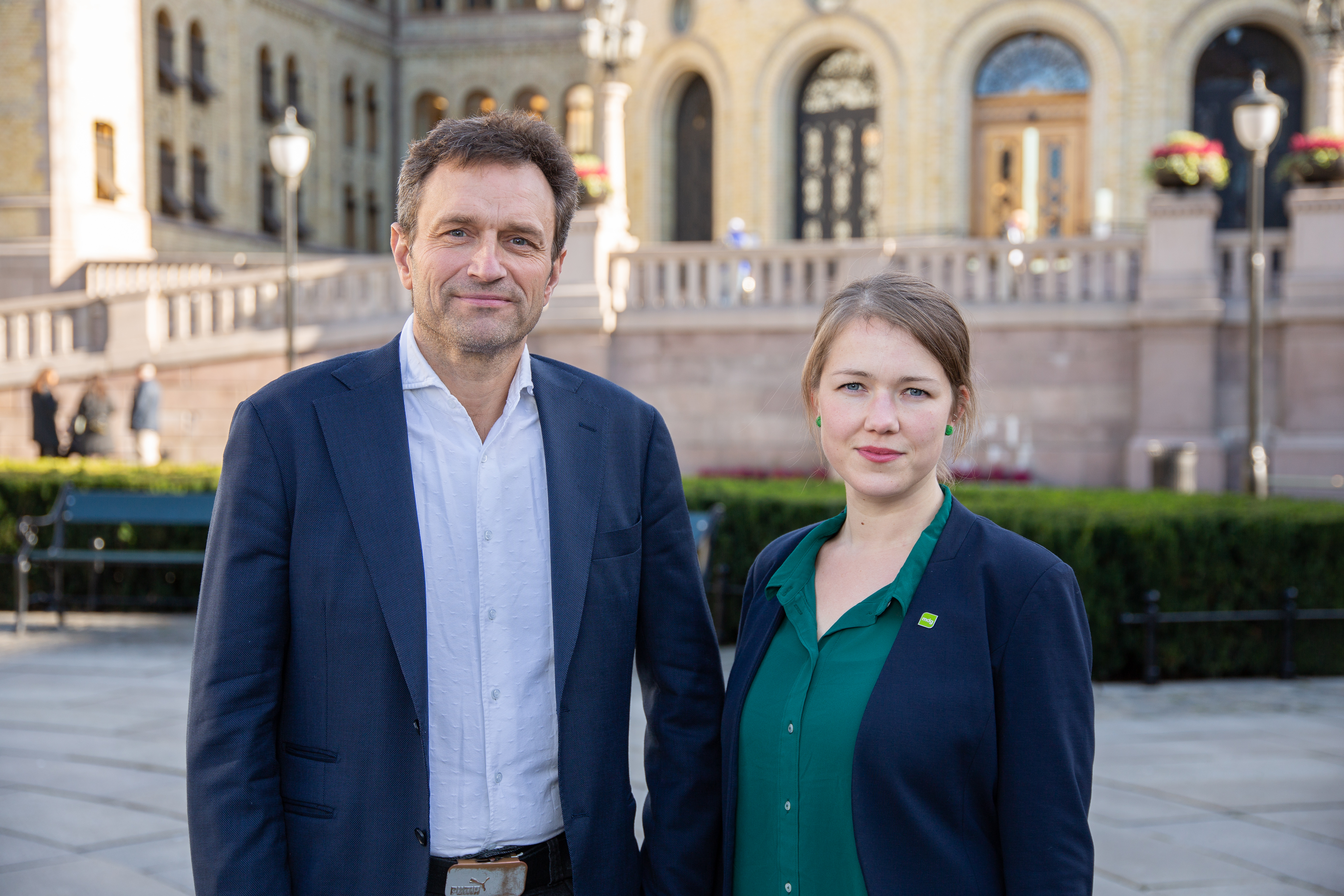
Arild Hermstad och Une Aina Bastholm, oktober 2018

### Talespersoner
- Ove Braaten, 1989–1991
- Olav Benestad, 1991–1992
- Jan Bojer Vindheim, 1993–1996 /1997–2001
- Ane Aadland, 1995–1997
- Arne Gravanes, 1996–1997
- Birte Simonsen, 1998–1999
- Brynmor Evans, 1998–1999
- Gunter Schotz, 1999–2000
- Lisa Fröyland, 1999–2002
- Tove Funderud Johansen, 2000–2001
- Birte Simonsen, 2002–2004
- Brynmor Evans, 2004–2005
- Trude Malthe Thomassen, 2004–2007
- Gaute Busch, 2005–2006
- Mats Indrefjord Høllesli, 2006–2007
- Birte Simonsen, 2007–2008
- Sondre Båtstrand, 2008–2011
- Hanna Marcussen, 2008–2014
- Harald August Nissen, 2011–2014
- Hilde Opoku, 2014–2016
- Rasmus Hansson, 2016–2018
- Arild Hermstad, 2018–2020
- Une Aina Bastholm, 2016–2020

### Ordförande
- Une Aina Bastholm, 2020–2022
- Arild Hermstad, 2022–

### Vice ordförande
- Arild Hermstad, 2020–2022
- Kriss Rokkan Iversen, 2020–2022
- Ingrid Liland, 2022–
- Lan Marie Berg, 2022–

## Partiets valresultat
| År   | Röstandel i stortingsval | År   | Röstandel i fylketingsval |
| ---- | ------------------------ | ---- | ------------------------- |
| 1989 | 0,4 %                    | 1991 | 0,4 %                     |
| 1993 | 0,1 %                    | 1995 | 0,4 %                     |
| 1997 | 0,2 %                    | 1999 | 0,4 %                     |
| 2001 | 0,2 %                    | 2003 | 0,2 %                     |
| 2005 | 0,1 %                    | 2007 | 0,6 %                     |
| 2009 | 0,3 %                    | 2011 | 1,3 %                     |
| 2013 | 2,8 %                    | 2015 | 5,0 %                     |
| 2017 | 3,2 %                    | 2019 | 7,6 %                     |
| 2021 | 3,9 %                    | 2023 | 3,7 %                     |